# Saskia Clark
Saskia Clark (Colchester, 23 agosto 1979) è una velista britannica.

## Palmarès

### Olimpiadi
- 2 medaglie:
  - 1 oro (Rio de Janeiro 2016 nella classe 470)
  - 1 argento (Londra 2012 nella classe 470)

### Mondiali
- 6 medaglie:
  - 1 oro (Barcellona 2012 nella classe 470)
  - 3 argenti (San Francisco 2005 nella classe 470; Perth 2011 nella classe 470; Haifa 2015 nella classe 470)
  - 2 bronzi (Cascais 2007 nella classe 470; Santander 2014 nella classe 470)

### Europei
- 1 medaglia:
  - 1 argento (Atene 2014 nella classe 470)